# Nora El Koussour
Nora El Koussour, née en 1994 à Veghel, est une actrice néerlandaise.

## Filmographie
- 2016 : Layla M. : Layla
- 2018 : Lois : Nadia Tahiri
- 2018-2021 : Mocro Maffia : Nadira Taheri
- 2019 : Promise of Pisa : Mina Zafar
- 2020 : Baghdad Central : Sanaa
- 2020 : Kerstgezel.nl : Jan
- 2021 : Ramzi
- 2022 : Marokkaanse bruiloft : Hanan
- 2022 : Emotional Girl : Keke
- 2022 : Matties : Jamilla

## Distinctions
En 2017, elle a reçu le Veau d'or de la meilleure actrice, lors du Festival du cinéma néerlandais pour son rôle de Layla.